# 大理婆婆纳
大理婆婆纳（学名：Veronica forrestii）为車前草科婆婆纳属下的一个种。

## 扩展阅读
維基物種上的相關：大理婆婆纳